# David Zucker
David Zucker (Milwaukee, 16 ottobre 1947) è un regista, sceneggiatore e produttore cinematografico statunitense, membro del trio Zucker-Abrahams-Zucker.

## Biografia
La prima parte della sua carriera fu caratterizzata dalla collaborazione con il fratello Jerry e con l'amico Jim Abrahams. Tra i principali lavori di questo trio hanno avuto particolare successo Ridere per ridere (1977), L'aereo più pazzo del mondo (1980), Top Secret! (1984) e Per favore, ammazzatemi mia moglie (1986).
Del 1988 è il suo primo lavoro solitario, Una pallottola spuntata, una parodia demenziale dei film polizieschi che ebbe molto successo e che consacrò Leslie Nielsen come attore comico. Nel 1991 David Zucker girò il seguito Una pallottola spuntata 2½ - L'odore della paura, in cui unì alla buffoneria comica anche la satira politica ("Sogno un mondo in cui i democratici presentino un candidato votabile" dice Nielsen alla fine) e le citazioni demenziali di altri film, tra cui Ghost - Fantasma, del fratello Jerry.
Dopo sette anni di pausa (in cui si è occupato soprattutto della produzione di pellicole), è tornato sugli schermi come regista nel 1998 con il comico-demenziale Baseketball in cui appaiono come protagonisti Matt Stone e Trey Parker, creatori della fortunatissima serie di South Park, e nel 2003 prima con la commedia romantica La figlia del mio capo e poi con il parodistico Scary Movie 3 - Una risata vi seppellirà, dello stesso anno. Nel 2006 ha diretto Scary Movie 4.

## Filmografia

### Regista
- L'aereo più pazzo del mondo (Airplane!) (1980)
- Quelli della pallottola spuntata (Police Squad!) – serie TV, 1 episodio (1982)
- Top Secret! (1984)
- Per favore, ammazzatemi mia moglie (Ruthless People) (1986)
- Una pallottola spuntata (The Naked Gun: From the Files of Police Squad!) (1988)
- Una pallottola spuntata 2½ - L'odore della paura (The Naked Gun 2½: The Smell of Fear) (1991)
- For Goodness Sake – cortometraggio (1993)
- Baseketball (1998)
- H.U.D. – film TV (2000)
- La figlia del mio capo (My Boss's Daughter) (2003)
- Scary Movie 3 - Una risata vi seppellirà (Scary Movie 3) (2003)
- Scary Movie 4 (2006)
- An American Carol (2008)

### Sceneggiatore
- Ridere per ridere (The Kentucky Fried Movie), regia di John Landis (1977)
- L'aereo più pazzo del mondo (Airplane!), regia di Zucker-Abrahams-Zucker (1980)
- Quelli della pallottola spuntata (Police Squad!) – serie TV, 6 episodi (1982)
- Top Secret!, regia di Zucker-Abrahams-Zucker (1984)
- Una pallottola spuntata (The Naked Gun: From the Files of Police Squad!) (1988)
- Una pallottola spuntata 2½ - L'odore della paura (The Naked Gun 2½: The Smell of Fear) (1991)
- For Goodness Sake – cortometraggio (1993)
- Una pallottola spuntata 33⅓ - L'insulto finale (Naked Gun 33⅓: The Final Insult), regia di Peter Segal (1994)
- Pensieri spericolati (High School High), regia di Hart Bochner (1996)
- Baseketball (1998)
- H.U.D. – film TV (2000)
- An American Carol (2008)
- Scary Movie V, regia di Malcolm D. Lee (2013)

### Attore
- Una pallottola spuntata 2½ - L'odore della paura (The Naked Gun 2½: The Smell of Fear) – cameo (1991)
- Una pallottola spuntata 33⅓ - L'insulto finale (Naked Gun 33⅓: The Final Insult), regia di Peter Segal – cameo (1994)
- Scary Movie 4 (2006)